# قلعة باقر أباد
قلعة باقر أباد (بالفارسية: قلعه باقرآباد) هي قلعة تاريخية تعود إلى عصر القاجاريون، وتقع في مقاطعة بافق.